# Beyelli
Beyelli ist ein Dorf im Landkreis Baklan der türkischen Provinz Denizli. Beyelli liegt etwa 75 km nordöstlich der Provinzhauptstadt Denizli und 21 km nördlich von Baklan. Beyelli hatte laut der letzten Volkszählung 498 Einwohner (Stand Ende Dezember 2010).